# Nikolaus von Arseniew
Nikolaus von Arseniew (russisch Николай Сергеевич Арсеньев, Nikolai Sergejewitsch Arseniew; * 28. Mai 1888 in Stockholm; † 1977 in New York) war ein russischer Emigrant und russisch-orthodoxer Theologe in Königsberg (Preußen).

## Leben
Arseniew verließ Russland nach der Oktoberrevolution und wurde zum „Denker der russischen Emigration“. Er lehrte an der Albertus-Universität Königsberg und nahm 1937 an der 2. Konferenz der Kommission für Glauben und Kirchenverfassung in Edinburgh teil. Er berichtete dem Reichsminister für Wissenschaft, Erziehung und Volksbildung, dem er direkt unterstellt war.
Bis 1944 lehrte Arseniev an der Albertus-Universität Königsberg. Von 1945 bis 1947 lebte er in Paris und siedelte dann in die USA über. 
Nach Ende des Zweiten Weltkrieges wurden in der Sowjetischen Besatzungszone Arseniews Schriften Die russische Literatur der Neuzeit und Gegenwart (1929) und Die Botschaft des Sieges (1934) auf die Liste der auszusondernden Literatur gesetzt.

## Schriften
- Žažda podlinnago bytija : pessimizm i mistika. S. Efron und J. Ladyschnikow Verlag, Berlin 1923.
- Friedrich Heiler (Hrsg.): Ostkirche und Mystik (= Aus der Welt christlicher Frömmigkeit ; Bd. 8). E. Reinhardt, München 1925. Zugleich Königsberg, Phil. Diss., 1924. 2. verm. Auflage bei Reinhardt, München 1943. (Inhaltsübersicht)
- Dostojewskijs Ringen um Gott. Missionsverlag „Licht im Osten“, Wernigerode bzw. H. G. Wallmann, Leipzig 1925.
- Die Kirche des Morgenlandes. Weltanschauung und Frömmigkeitsleben (= Sammlung Göschen ; 918). W. de Gruyter & Co., Berlin 1926.
- als Herausgeber mit Alfred von Martin: Die Ostkirche (= Una sancta; Sonderheft). Fr. Frommann, Stuttgart 1927.
- als Herausgeber: Evgenij N. Trubeckoj (Fürst Eugen Trubetzkoy): Die religiöse Weltanschauung der altrussischen Ikonenmalerei. Übersetzt von Georg von Arseniew. F. Schöningh, Paderborn 1927.
- Die russische Literatur der Neuzeit und Gegenwart in ihren geistigen Zusammenhängen. In Einzeldarstellungen (= Welt und Geist). Dioskuren-Verlag, Mainz 1929. Autorisierter Faksimile-Nachdruck von University Microfilms International, Ann Arbor, Michigan und London 1980.
- als Herausgeber: Grigorij Nikolaevič Knjaź Trubeckoj (Fürst Gregor Trubetzkoy): Die Glaubensverfolgung in Sowjetrussland. Der Kampf gegen Gott und die Verteidigung des Glaubens in der heutigen Sowjetunion (= Russland-Bücherei; Bd. 6). Aus dem Russischen übertragen von Graf Alexander Fersen.  H. Harder Verlag, Wernigerode bzw. H. G. Wallmann, Leipzig 1930.
- Die Entwicklung zur sittlichen Persönlichkeit im russischen Christentum. C. Bertelsmann, Gütersloh 1931.
- Der urchristliche Realismus und die Gegenwart, 2 Teile. Bärenreiter-Verlag, Kassel 1933.
- Die Botschaft des Sieges. Dem neuen Deutschland und der deutschen Jugend gewidmet. Bärenreiter-Verlag, Kassel 1934.
- Das Leiden und die Auferstehung des Herrn in Kirchengesängen der orthodoxen Kirche d. Ostens (= Das Evangelium unter den Völkern des Ostens; Heft 6). Versandbuchhandlung „Licht im Osten“, Wernigerode 1938.
- Das christliche Abendland der Gegenwart und der Geist der Orthodoxen Kirche (Berührungen und Befruchtungen). Aus den Akten des 1. Kongresses für die Orthodoxe Theologie, Athen 1936.  Eigenverlag, Königsberg 1938.
- Das heilige Moskau. Bilder aus dem religiösen und geistigen Leben des 19. Jahrhunderts. Verlag Ferdinand Schöningh, Paderborn bzw. Haindrich, Wien bzw. Götschmann, Zürich 1940.
- Von dem Geist und dem Glauben der Kirche des Ostens (erweiterter Vortrag). Leopold Klotz Verlag, Leipzig 1941.
- Die Verklärung der Welt und des Lebens im ästhetischen und religiösen Erlebnis. Bertelsmann, Gütersloh 1955.
- Iz russkoj kuʹlturnoj i tvorčeskoj tradicii. Posev, Frankfurt am Main 1959.
- Die Russische Frömmigkeit (= Bibliothek für orthodoxe Theologie und Kirche ; Bd. 3). Übersetzt aus dem Französischen von Marc-René Jung. EVZ-Verlag, Zürich 1964.
- Die geistigen Schicksale des russischen Volkes. Styria Verlag, Graz/Wien/Köln 1966.
- Dary i vstreči žiznennogo puti. Possev-Verlag, Frankfurt am Main 1974.